# Spatuloricaria
Spatuloricaria is een geslacht van straalvinnige vissen uit de familie van de harnasmeervallen (Loricariidae).

## Soorten
- Spatuloricaria atratoensis Schultz, 1944
- Spatuloricaria caquetae (Fowler, 1943)
- Spatuloricaria curvispina (Dahl, 1942)
- Spatuloricaria euacanthagenys Isbrücker, 1979
- Spatuloricaria evansii (Boulenger, 1892)
- Spatuloricaria fimbriata (Eigenmann & Vance, 1912)
- Spatuloricaria gymnogaster (Eigenmann & Vance, 1912)
- Spatuloricaria lagoichthys (Schultz, 1944)
- Spatuloricaria nudiventris (Valenciennes, 1840)
- Spatuloricaria phelpsi Schultz, 1944
- Spatuloricaria puganensis (Pearson, 1937)